# Eta Lupi
Eta Lupi (146 Lupi) é uma estrela na direção da constelação de Lupus. Possui uma ascensão reta de 16h 00m 07.34s e uma declinação de −38° 23′ 47.9″. Sua magnitude aparente é igual a 3.42. Considerando sua distância de 493 anos-luz em relação à Terra, sua magnitude absoluta é igual a −2.48. Pertence à classe espectral B2.5IV.